# Leonurus
Leonurus L. é um género botânico da família Lamiaceae.
O género foi descrito por Lineu e publicado em Species Plantarum 2: 584. 1753. A espécie-tipo é Leonurus cardiaca L. O nome do género é aceite por diversos autores.
Em sua maioria são espécies nativas das regiões temperadas da Eurásia.
Trata-se de um género reconhecido pelo sistema de classificação filogenética Angiosperm Phylogeny Website.

## Espécies
O género tem 87 espécies descritas das 24 são aceites:
- Leonurus cardiaca L.
- Leonurus chaituroides C.Y.Wu & H.W.Li
- Leonurus deminutus V.I.Krecz.
- Leonurus glaucescens Bunge
- Leonurus incanus V.I.Krecz. & Kuprian.
- Leonurus japonicus Houtt.
- Leonurus kuprijanoviae Krestovsk.
- Leonurus macranthus Maxim.
- Leonurus mongolicus V.I.Krecz. & Kuprian.
- Leonurus nuristanicus Murata
- Leonurus panzerioides Popov
- Leonurus persicus Boiss.
- Leonurus pseudomacranthus Kitag.
- Leonurus pseudopanzerioides Krestovsk.
- Leonurus pubescens Benth.
- Leonurus quinquelobatus Gilib.
- Leonurus royleanus Benth.
- Leonurus sibiricus L.
- Leonurus tataricus L.
- Leonurus tibeticus Krestovsk.
- Leonurus turkestanicus V.I.Krecz. & Kuprian.
- Leonurus urticifolius C.Y.Wu & H.W.Li
- Leonurus villosissimus C.Y.Wu & H.W.Li
- Leonurus wutaishanicus C.Y.Wu & H.W.Li

## Classificação do gênero
| Sistema | Classificação                        | Referência               |
| ------- | ------------------------------------ | ------------------------ |
| Linné   | Classe Didynamia, ordem Gymnospermia | Species plantarum (1753) |